# Spessartin
Spessartin je minerál krystalizajicí v soustavě kubické jako rombododekaedr nebo hexaoktaedr. Častý výskyt nepravidelných zrn. Patří ke skupině gránátů (pyrop, almandin, spessartin, grosulár, andrandit, uvarovit). Byl pojmenován podle lokality Spessart v Německu, kde byl poprvé objeven.

## Vznik
Vznik magmatický v granitických pegmatitech a vzácně v granitech, v metamorfovaných horninách s ložisky Mn.

## Vlastnosti
- Fyzikální vlastnosti: Tvrdost 7 až 7,5, krystaly dokonale vyvinuté, hustota 4,2 g/cm³, štěpnost nedokonalá podle {110}, lom nerovný až lasturnatý.
- Optické vlastnosti: Barva od hnědočervené až po oranžovou. Lesk skelný, průhlednost: průhledný, průsvitný, vryp bílý.
- Chemické vlastnosti: Složení: Mn 33,29 %, Al 10,90 %, Si 17,02 %, O 38,78 %, je nerozpustný, není radioaktivní.

## Využití
Získáván pro drahotnické účely, patří mezi hlavní drahé kameny.

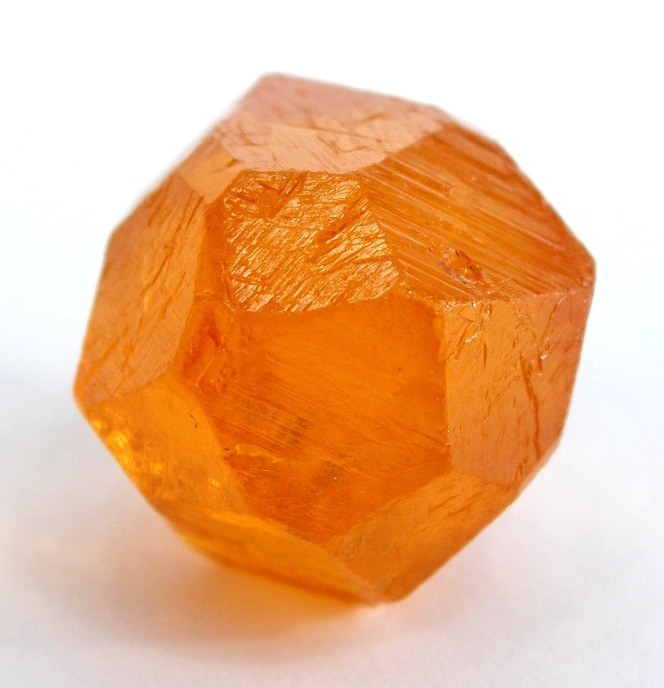
Spessartin z lokality Loliondo v regionu Arusha v severní Tanzanii

## Odrůdy

### Namibijský spessartin (Mandarin garnet)
Namibijský spessartin je velmi vzácná odrůda spessartinu, která je sytě oranžová. Své výrazné oranžové barvě vděčí hlavně obsahu mikroskopických inkluzí vláknitého žlutého až hnědého nerostu tiroditu, který v něm musí být obsažen v malém množství. Je velmi ceněný a jeho cena dosahuje až 800$ za karát.

### Malaia granát
Malaia granát je odrůda s obsahem jak spessartinové, tak pyropové složky. Jméno znamená ve svahilštině odpadlík nebo psanec, jelikož byl nacházen společně při těžbě rhodolitu, kde byl zprvu považován za obyčejný spessartin a nikdo si ho nevšiml. Situace se změnila v 70. letech, kde pár těchto kamenů upoutalo svou barvou a barvoměnností. V současné době jsou nejcennější specifické světlé barevné formy, nazývané imperial či champagne a barvoměnný granát. U barvoměnného granátu se vyskytuje alexandritový efekt, který můžeme pozorovat také například u alexandritu. Změna barvy souvisí u tohoto granátu s vysokým obsahem vanadu a někdy i chromu. Na denním světle je nejčastěji zelený, olivově zelený až modrozelený, při teplém umělém osvětlení barva přechází do oranžovočervené až fialovočervené. Můžeme ho najít především v Tanzanii a byl objeven i na Madagaskaru.

## Výskyt
- Česko – v pegmatitech v Maršíkově u Šumperka, Drahoníně a dalších, v metamorfovaných ložiscích Mn u Chvaletic. Lokality v ČR jsou bez významu pro šperkařství.[2]
- Ve světě je spessartin těžen pro šperkařství například na Srí Lance, Pákistánu, Brazílii.
- Namibie a Tanzanie, Afrika